# Ivan Frolavič Klimaŭ
Ivan Frolavič Klimaŭ (tiếng Belarus: Іва́н Фро́лавіч Клі́маў, tiếng Nga: Иван Фролович Климов; 10 tháng 9 năm 1903 – 9 tháng 10 năm 1991) là chính khách Liên Xô, giữ chức Bí thư thứ nhất khu ủy Baranavichi năm 1952-1953.
Klimaŭ sinh năm 1903 tại làng Kostykovka vùng Gomel, đảng viên Đảng Cộng sản Liên Xô (KPSS).
Năm 1915-1922, ông làm việc trên tuyến đường sắt Asipovichy-Slutsk và vận tải đường thủy ở Gomel. Năm 1931, ông tốt nghiệp Đại học Cộng sản Belorussia. Tham gia chiến dịch Giải phóng Tây Belorussia của Hồng quân, ông tham dự chính quyền lâm thời voblast Vileyka, rồi làm Bí thư thứ nhất Khu ủy Vileyka.
Trong Thế chiến II, ông là Bí thư thứ nhất Tỉnh ủy Đảng Cộng sản Belarus, Bí thư Khu ủy Tashkent, Bí thư Cụm tác chiến Khu ủy Minsk, Bí thư thứ nhất Đảng Cộng sản Belorussia, Bí thư thứ nhất Khu ủy Vileyka hoạt động bí mật.
Trong 30 năm hậu chiến, ông lần lượt giữ các chức vụ: Bí thư thứ nhất Tỉnh ủy Vileyka, Bí thư thứ nhất Tỉnh ủy Baranovichi, Phó Chủ tịch Hội đồng Bộ trưởng Byelorussia Xô viết, Phó chủ tịch Đoàn chủ tịch Xô viết tối cao Byelorussia đồng thời là đại biểu dự nhiều đại hội Đảng Cộng sản Liên Xô.
Ông được tặng thưởng 2 Huân chương Lênin, 2 Huân chương Cách mạng Tháng Mười, Huân chương Hữu nghị các dân tộc, Huân chương Cờ đỏ, 2 Huân chương Cờ đỏ Lao động và 8 huy chương khác.
Ông là tác giả các sách Dân vùng Narachansky, Quân kháng chiến Vileyka.
Ông mất năm 1991, thọ 88 tuổi.